# Sunsi Móra
Sunsi Móra Busquets (Llavaneres, 22 de juny de 1958 - 8 d’octubre de 2011) fou una professora de llengua i literatura que treballà en diversos centres educatius dels Països Catalans, entre els quals l'institut de Canet de Mar, on exercí la seva labor educativa durant quinze anys, i que actualment porta el seu nom.
Al setembre de 2014 el Consell Escolar del centre va proposar el nom de la seva professora Sunsi Móra, morta prematurament, com a nom de l'Institut. Un cop aprovat per l'Ajuntament i el Departament d'Ensenyament, el centre adoptà aquest nom.
L'Ajuntament de Sant Andreu de Llavaneres i l'associació Sí Dona van instituir al 2018 el Premi Sunsi Móra a la Visibilització Femenina, per donar a conèixer la tasca de dones que tot sovint queda oculta.
A l'agost de 2020 va entrar en funcionament el parc Sunsi Móra de Sant Andreu de Llavaneres, on s'instal·là al novembre de 2021 un monument de record.